# HMS Bedouin (F67)
«Бедуїн» (F67) (англ. HMS Bedouin (F67) — військовий корабель, ескадрений міноносець типу «Трайбл» Королівського військово-морського флоту Великої Британії за часів Другої світової війни.
«Бедуїн» був закладений 13 січня 1937 року на верфі компанії William Denny and Brothers, Дамбартон. 15 березня 1938 увійшов до складу Королівських ВМС Великої Британії.